# Zalaerdőd, Veszprém
Zalaerdőd  este un sat în districtul Sümeg, județul Veszprém, Ungaria, având o populație de 301 locuitori (2011). 

## Demografie
Componența etnică a satului Zalaerdőd
     Maghiari (100%)
Componența confesională a satului Zalaerdőd
     Romano-catolici (80,4%)
     Reformați (2,99%)
     Fără religie (1,33%)
     Necunoscută (15,28%)
Conform recensământului din 2011, satul Zalaerdőd avea 301 locuitori. Din punct de vedere etnic, majoritatea locuitorilor (100,0%) erau maghiari.  Din punct de vedere confesional, majoritatea locuitorilor (80,4%) erau romano-catolici, existând și minorități de reformați (2,99%) și persoane fără religie (1,33%). Pentru 15,28% din locuitori nu este cunoscută apartenența confesională.